# Françoise Niay
Pour les articles homonymes, voir Niay.
Françoise Niay, née à Laon le 5 octobre 1953, est une dessinatrice française.
Elle utilise essentiellement le pastel sec et la craie noire, sur papier, le plus souvent en très grand format.
Légèreté et contemplation, comme chez l’écrivain Christian Bobin sont pour elle des axes essentiels face à la gravité et aux grands fracas du monde.
Ses références sont : Blaise Pascal, Gustave Doré et les  botanistes voyageurs du dix-huitième siècle.
Dans son herbarium, son bestiarium et son planetarium, les éléments se répondent, comme dans la vie, entre infiniment petit et infiniment grand : plantes et pollens agrandis, planètes réduites, pierres, aérolithes, bêtes et hommes.
Elle vit et travaille à Issy-les-Moulineaux.

## Biographie

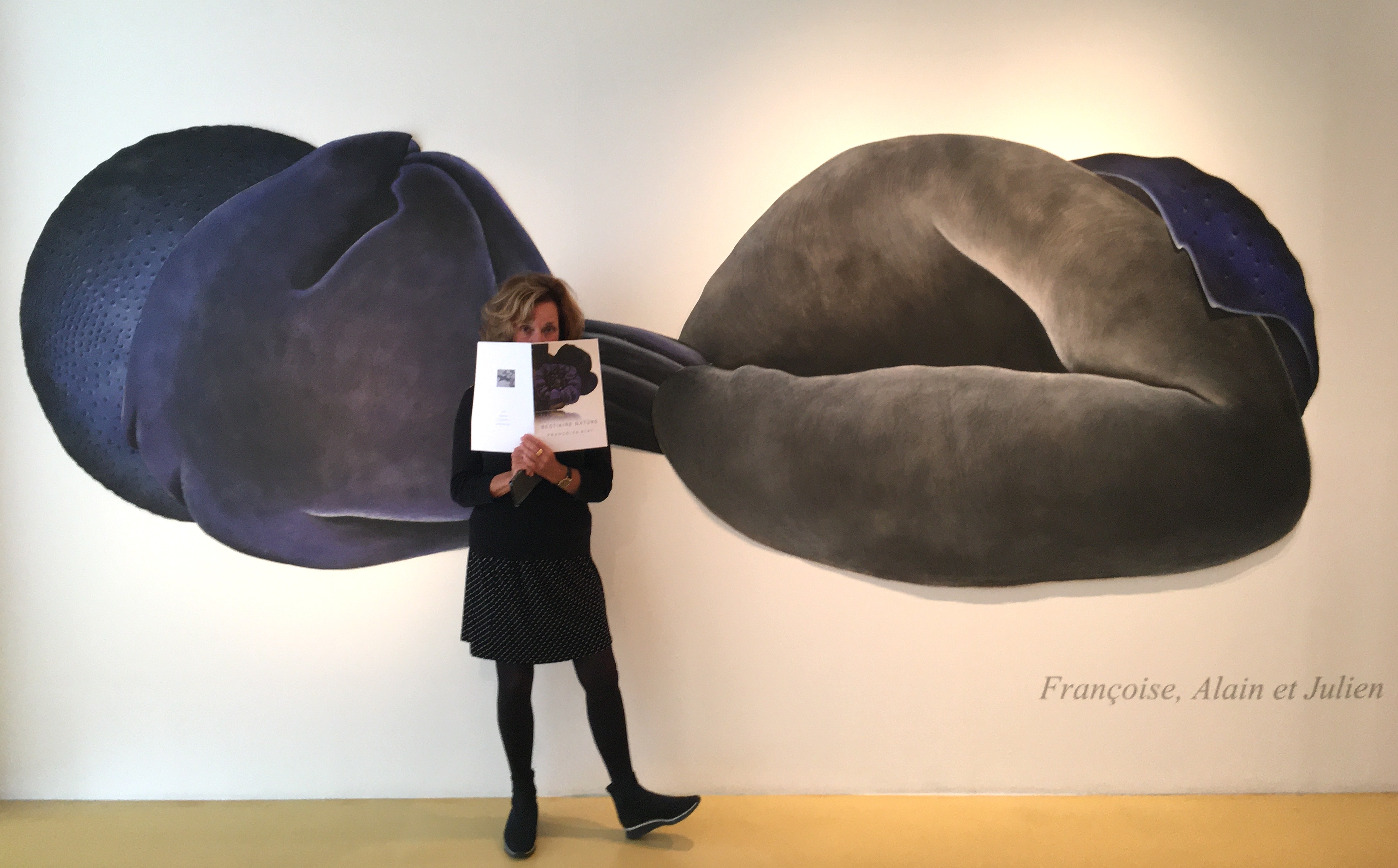
Pollenplanet de Françoise Niay

### Enfance
Pierre Niay, son père, est entrepreneur (peinture en bâtiment). Il dessine, aime les tableaux du XIXe siècle, et l’œuvre de Benjamin Rabier. Sa mère, Yvette Niay, est institutrice. Françoise Niay se définit comme « « un pur produit des deux » », qui grandit entre pigments, papiers peints et livres. Son professeur de dessin au lycée, Mlle Dejente, lui apprend toutes les bases du dessin et détermine la suite de son existence.

### Formation
Après l’obtention d’un bac Lettres, elle entre à 16 ans à l’Université Paris 1 Panthéon-Sorbonne en 1969, au moment où les avant-gardes et les concepts font loi dans l’UER d’Arts Plastiques fondée par Bernard Teyssèdre. Le dessin est donc en perte de vitesse. En grand manque de pratique, elle s’inscrit parallèlement en auditeur libre aux Beaux-Arts de la Ville de Paris, dans l’atelier de dessin de Monique Poncelet. En 1983, l’ouvrage Considérations sur l’état des Beaux-arts de Jean Clair réhabilite dessin et pastel, et la conforte dans ses choix. Elle obtient sa maîtrise à 21 ans, son agrégation en 1986, et trouve son équilibre entre activité artistique et enseignement.

## Parcours artistique

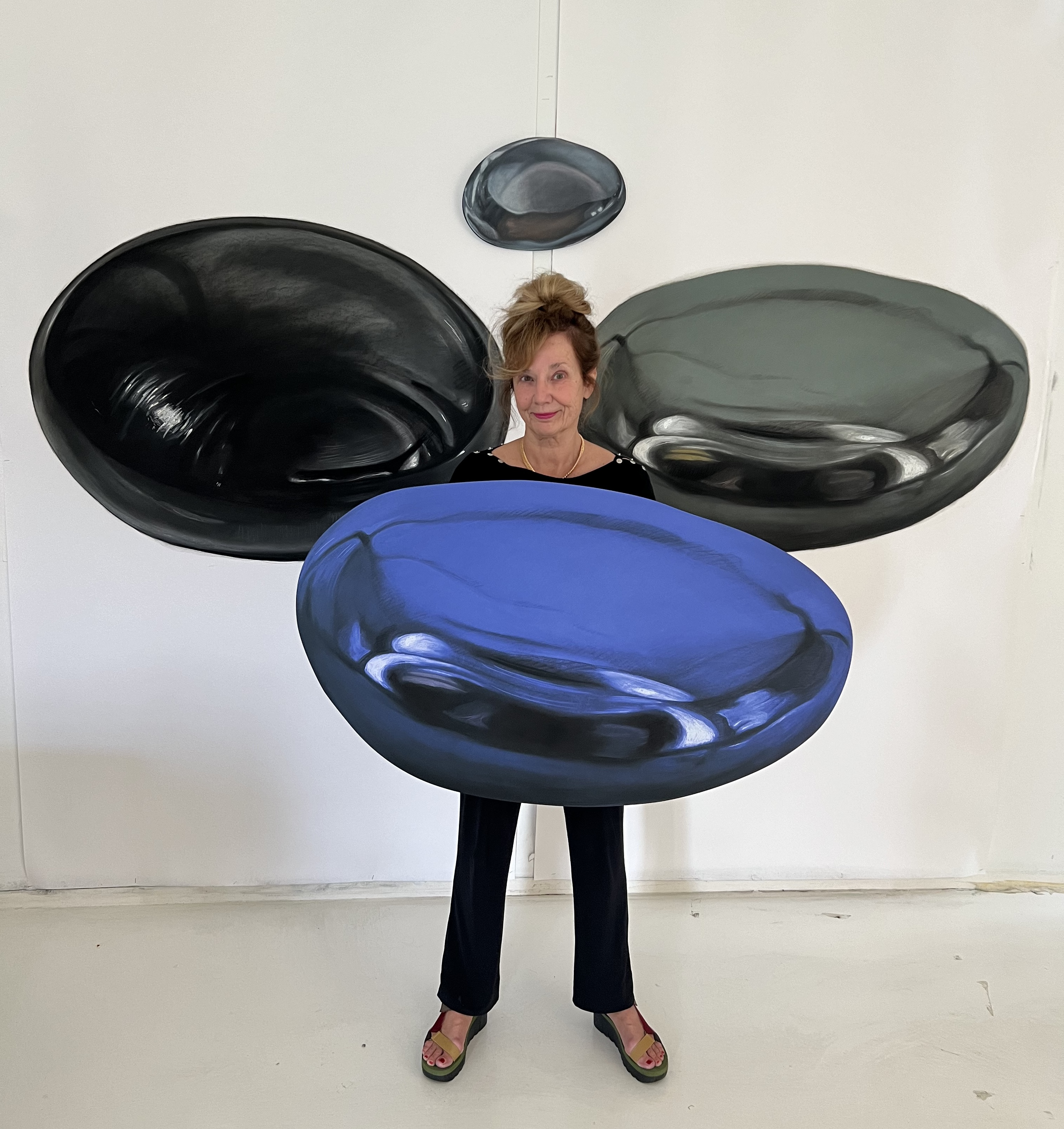
Aerolithes par Francoise Niay

À partir de 1984, elle adopte le papier. Elle commence par de petits formats au Rotring. A l’étroit, elle passe aux grands formats, à la peinture, puis à la craie noire. Elle réalise des installations dans des institutions, Salon de Villeparisis, Salon de Montrouge, théâtre de Beauvais, Palais du Roi de Rome à Rambouillet  ou Centre culturel français de Palerme.
De 1992 à 2002, à Issy-les-Moulineaux, elle installe son atelier dans une ancienne usine de chars d’assaut désaffectée, nommée Artsenal, qu’elle décrit comme « un lieu monstre » dans le livre Le Canari du nazi : l'atelier regroupe en effet  46 artistes internationaux, pour la plupart coréens et chinois, parmi lesquels Lee Bae qui lui aussi travaille la couleur noire.
Dans cet univers asiatique, Françoise Niay se reconnaît parfaitement. Les papiers se déroulent librement dans la tradition chinoise, la célébration de la Nature joue un rôle essentiel en Chine au Japon et en Corée. Elle adopte définitivement les papiers roulés et la craie noire exclusivement.
 Fortement inspirée par la chambre des merveilles de Rodolphe II de Habsbourg, elle commence son herbarium monumental qui comptera une bonne centaine de spécimens, et des forêts d’herbes folles. À la destruction de l’usine, les artistes sont délocalisés sous le viaduc du RER, dans une suite d’ateliers dessinés par Marc Landowski, baptisés Les Arches en 2002.

Parallèlement, elle devient présidente de la Biennale d’Issy de 1996 à 1999, rencontre les artistes chinois de Pékin sur place, en particulier Ai Weiwei, qu’elle invite à l’édition chinoise d’Issy-les-Moulineaux.

### Herbarium
En 1997, Elle part travailler au Zimbabwe, avec le botaniste Pierre Poilecot. De cette rencontre naîtra l’exposition Herbarium à la National Gallery de Harare une confrontation entre les petits dessins minutieux du scientifique consacrés à la vérité, et les siens, surdimensionnés, surréels. Pour l’Herbarium, une centaine de plantes.
Elle collabore avec des palynologues à l’Université de Montréal pour l’exposition au Centre des Arts contemporains du Québec.
Invitée à l’Institut Français à Ouagadougou à collaborer avec le designer Drahman Chérif,, elle adopte la nature du continent africain.
Du Zimbabwe à la Namibie, il n’y a que le fleuve Zambèze à traverser. La rencontre avec cette terre grandiose fera le reste. La collaboration avec les Namibiens se poursuit encore en 2024. S’ensuivent trois expositions à la National Art Gallery of Namibia  et au Centre Culturel Français à Windhoek. Plus trois ateliers dans le désert, à la Kuiseb river , dans une station scientifique destinée à l’étude de l’écosystème du lieu, nommés Tulipamwe, c’est-à-dire « nous sommes ensemble », qui rassemblent artistes du monde entier, une grande première pour un pays sorti de l’apartheid en 1990.

### Bestiarium

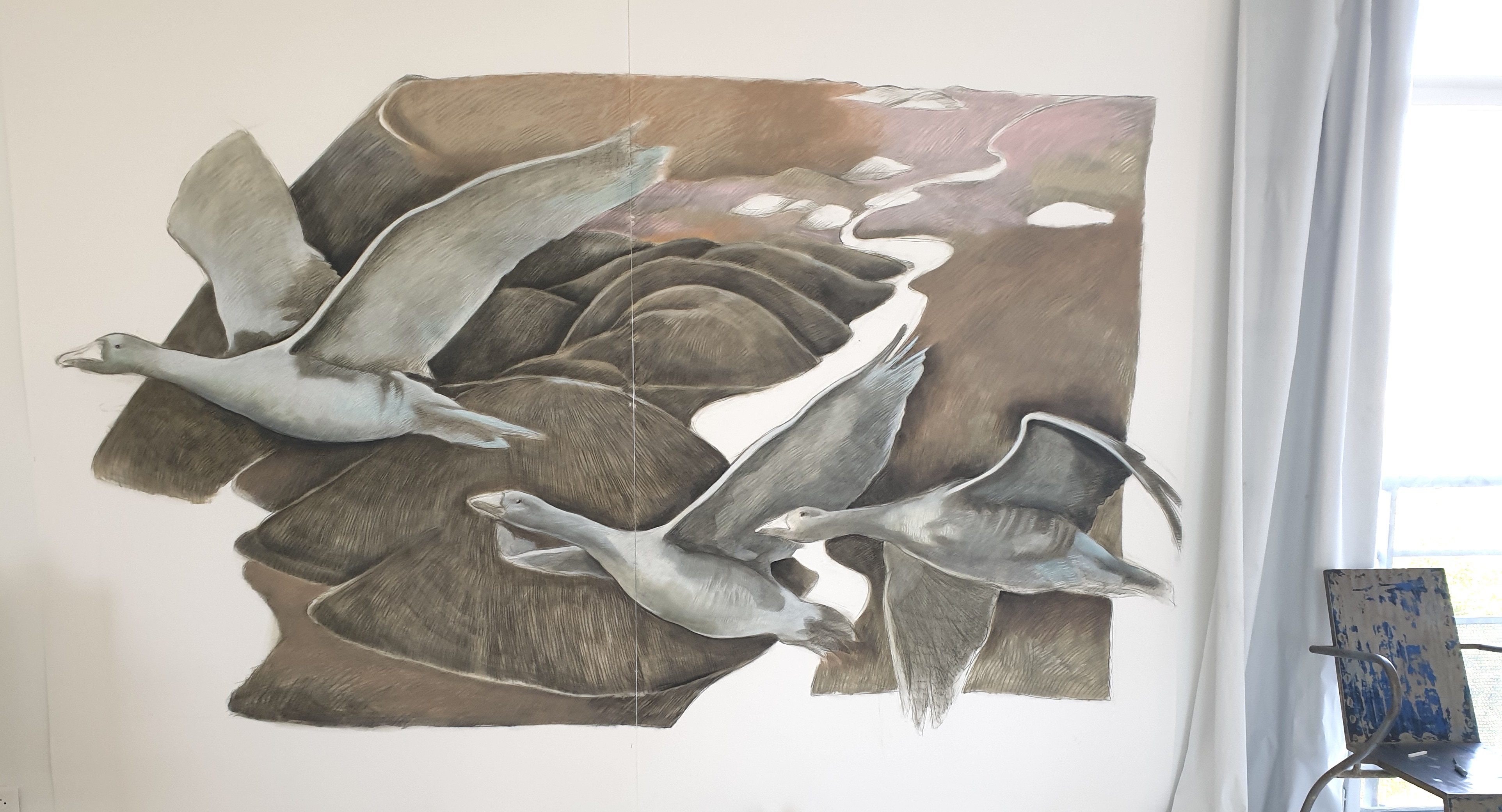
Oiseaux par Françoise Niay

La lecture de L’animal que donc je suis du philosophe Jacques Derrida en 2008, incite Françoise Niay à commencer son bestiaire, une manière d’autoportrait pudique, dans lequel elle se met en scène en animal : Chiens, gorilles, kangourous, tortues racontent des histoires surtout humaines. Elle présente son bestiaire/Nature à Aponia en 2015, et dans l’espace d’art contemporain MAL de Laon, sa ville natale, en 2019.

### Planetarium
Du désert du Namib, elle revient avec des paysages lunaires ou martiens. Découverte d’un autre désert également au Qatar en 2015, lors d’un atelier qu’elle dirige à la Fire Station de Doha.
Le pastel est le medium idéal pour rendre la douceur des dunes, car c’est de la couleur en grains fins, du sable coloré. Elle transforme les minuscules cailloux en aérolithes, les gemmes en planètes volantes. Il y a là, pour elle, matière à collection d’objets minéraux dessinés, comme dans l’ouvrage Pierres de Roger Caillois. Récemment, les dessins sortent du papier pour être édités en relief sur Dibond, ce qui accuse leur matérialité. « Quatre ans de suite, j’ai travaillé dans des déserts. D’où les dunes, et surtout les pierres, qu’ensuite je dessine. Dans le sable je vois de petits mondes, des aérolithes, des planètes… », dit-elle. Au Canada, en 2024, elle retrouve une nature généreuse et vaste, et  le sculpteur André Fournelle qui travaille, lui aussi, avec les éléments naturels fondamentaux, la terre, l’air, le feu et l’eau.
Elle nomme désormais Cosmos l’ensemble herbier, bestiaire et planétarium.

### Université

exposition en 2020

De 2005 à 2015, Françoise Niay enseigne à l’Université Populaire de Caen. Elle travaille notamment avec le mathématicien Jean-Pierre Le Goff. Elle invente plus de quatre-vingt séminaires sur l’art contemporain, dont trois au Théâtre du Rond-Point, « Vivre aux aguets », « Artsenal, continent perdu » et « Ventres ouverts ». Elle agrège des milliers d’images, sur l’idée de nature et du bestiaire bien sûr, mais aussi la guerre et le tragique du monde. Elle veut dire l’art contemporain de l’intérieur : ses voyages, ses rencontres, ses coups de cœur pour les artistes qui constituent son musée imaginaire. A partir de ses dessins, elle raconte aussi des histoires courtes.

## Principales expositions et ateliers
- 2021 Biennale d’Issy : « Cosmos »[27]
- 2020 Bestiaire Nature Centre d’art contemporain MAL de Laon, France[20]
- 2019 Jungles nature, Galerie Arnaud Bard[28]
- 2018 Natures et paysages, Galerie Arnaud Bard, Boulogne-Billancourt
- 2016 Natures croisées, Fire Station, workshop et exposition, Doha, Qatar[29]
- 2015 Autour de Galilée, Centre d’art contemporain Aponia, Villiers su Marne[30]
- 2015 Portraits et oiseaux, National Gallery Windhoek, Namibie
- 2015 Workshop Kuiseb River, station scientifique, Namibie
- National Gallery, Windhoek, Namibie
- 2006/13 Présentation Musée des Beaux-Arts de Caen
- 2012 Bestiaire, Cap 22 Paris
- 2010 National Gallery, Windhoek, Namibie
- 2005 National Gallery, Windhoek, Namibie2003 Centre Culturel Français à Ouagadougou, Burkina Faso
- Dunes, Plantes, avec le designer Drahman Cherif
- 2002 Centre Culturel Français à Montréal, Pollens et planètes
- 2001 Workshops, ateliers et exposition au Centre Culturel français,
- Windhoek, Namibie
- 1997 National Gallery, Harare, Zimbabwe
- Herbarium avec le botaniste Pierre Poilecot
- 1997 Galerie Jean Collet, Vitry-sur-Seine
- Herbier
- 1997 Copenhague, Danemark
- Windows of culture
- 1994 Ci-gong Gallery, Taegu, Corée du Sud
- New and powerful from Artsenal
- Workshop, Young Nam University, Taegu
- 1994 Artbeam Gallery et Gana Art Center, Séoul, Corée du Sud
- Workshops et exposition
- 1993 Centre d’Art contemporain, Kirscheim, Allemagne
- « Forêt Noire 1991, Théâtre et verdure », Centre d’Art contemporain Albert Chanot, Clamart
- 1990 « Moderne à jamais », Centre culturel franco-sicilien, Palerme, Sicile,1990 Palais du Roi de Rome, Rambouillet
- Détours et parcours
- 1985 Théâtre de Beauvais, Papiers peints
- 1985 Salon de Montrouge
- 1984 Alliance Française, New Delhi, Inde
- 1984 FRAC Picardie